# Ivan Djantou
Ivan Cabrel Djantou Tchaboutang (Douala, 14 marzo 2002) è un calciatore camerunese, attaccante del SønderjyskE.

## Carriera
Ha iniziato a giocare da professionista in patria con il Brasseries du Cameroun, per poi passare nel 2020 al Les Astres, dove ha debuttato in Elite One nel corso della stagione 2022-2023.
Nell'ottobre del 2023 è stato acquistato a titolo definitivo per 200.000 euro dallo Skënderbeu, con cui ha debuttato il 2 dicembre nell'incontro di Kategoria Superiore vinto 1-0 contro l'Erzeni.
Il 14 giugno 2024 è stato acquistato a titolo definitivo dal SønderjyskE, club della prima divisione danese.

## Statistiche

### Presenze e reti nei club
Statistiche aggiornate al 20 aprile 2025.
| Stagione        | Squadra         | Campionato      | Campionato | Campionato | Coppe nazionali | Coppe nazionali | Coppe nazionali | Coppe continentali | Coppe continentali | Coppe continentali | Altre coppe | Altre coppe | Altre coppe | Totale | Totale | Totale |
| Stagione        | Squadra         | Comp            | Pres       | Reti       | Comp            | Pres            | Reti            | Comp               | Pres               | Reti               | Comp        | Pres        | Reti        | Pres   | Reti   |        |
| --------------- | --------------- | --------------- | ---------- | ---------- | --------------- | --------------- | --------------- | ------------------ | ------------------ | ------------------ | ----------- | ----------- | ----------- | ------ | ------ | ------ |
| 2022-2023       | Les Astres      | E1              | 8          | 4          | CC              | 0               | 0               | -                  | -                  | -                  | -           | -           | -           | 8      | 4      |        |
| 2023-2024       | Skënderbeu      | KS              | 17         | 1          | CA              | 1               | 0               | -                  | -                  | -                  | -           | -           | -           | 18     | 1      |        |
| 2024-2025       | SønderjyskE     | SL              | 25         | 2          | CD              | 3               | 1               | -                  | -                  | -                  | -           | -           | -           | 28     | 3      |        |
| Totale carriera | Totale carriera | Totale carriera | 50         | 7          |                 | 4               | 1               |                    | -                  | -                  |             | -           | -           | 54     | 8      |        |